# Калратхі Ґанратхі Субраман'ян
Калратхі Ґанратхі Субраман'ян (*കെ.ജി. സുബ്രമണ്യൻ, 15 лютого 1924 — 29 червня 2016, Вадодара, Індія) — сучасний індійський художник-модерніст, письменник, поет та педагог.

## Життєпис
Народився у с. Кутхупарамба (Північний Малабар, штат Керала). У 1942 році вступив до Президентського коледжу в Мадрасі, де вивчав економіку до 1943 року. Був виключений з коледжу за активну участь у русі за незалежність на чолі із Махатмою Ганді. Деякий час перебував у в'язниці. У 1944 році переїздить до м. Шантінікетан (Бенгалія), де вступає до університету Вішва Бхараті, на факультет Кала Бгаван (художній факультет). Тут його викладачами були Бінод Біхарі Мукерджі та Рам Кінкар Байджа. Після закінчення у 1948 році університету робить перші спроби у професійному малюванні.
У 1951 році він стає викладачем на факультеті образотворчих мистецтв в Університеті Магараджи Сараджірао (м. Барода, Гуджарат). У 1955 році отримує стипендію від Британської дослідницької ради на навчання у Школі мистецтв Слейда (м. Лондон). Вже у 1956 році він повертається до Індії.
Його запрошують як професора живопису до Університету в Бароді. Водночас з 1959 до 1961 року був заступником директороа з дизайну у Загальніоіндійській ткацькій раді. У 1966 році отримує стипендію від Фонду Рокфелера. Субраман'ян продовжував викладати у Бароді до 1980 року, коли перебирається до Шантінікетану. У 1975 році отримує нагороду Падма Шрі. У 1981 році отримує письменницьку премію Калідаса Самман.
З 1980 року викладав в університеті Вішва Бхараті до 1989 року. Тоді ж стає почесним професором університету. У 1987—1988 роках викладав у коледжі Св. Катерини Оксфордського університету.
У 1993 році стає членом Академії Керала Лаліт Кала. Того ж року відбуваються низка великих виставок у Нью-Делі та Мумбаї. У 1994 році організовує власну виставку у Колкаті. В подальші роки найчастіше виставляється у Делі та Мумбаї, а також у Вадодарі (1997, 2002 роки, Гуджарат), Колкаті (1999, 2003, 2009 роки), Нью-Йорку (2010 рік), Сан-Хосе (2011 рік, США).)
У 1997 році стає почесним професором Бенареського університету. У 2000 році отримує Золоту медаль Джадунатх Саркара. У 2004 році повертається до Бароді. У 2005 році отримує нагороду за життєві досягнення від Академії витончених мистецтв у Колкаті. У 2006 році його присуджують нагороду Падма Бхушан, а у 2012 році — Падма Вібхушан.
Помер у міста Вадодара 29 червня 2016 року.

## Творчість
Калратхі Ґанратхі Субраман'ян один з найбільш універсальних художників, працювавши окрім живопису («Ночи області Малва»), в традиціях розпису, різних ремісничих традицій Індії, кераміки, ілюстрації та дизайну, теракотової скульптури. Його картини відрізняються дотепністю, іронією, сатирою і гострими соціальними коментарями.
Він є також теоретиком та істориком мистецтва («Переміщення фокусу: Нариси індійського мистецтва», «Магія: Нариси з мистецтва та культури»). Його праці сформували основу для вивчення сучасного індійського мистецтва («Жива традиція», «Творчий цикл»). Він також написав кілька чудових оповідки для дітей та проілюстрував їх («Метелик і Крикет, Літня історія», «Наші друзі Огри. Король і малюк»). У 2007 році видав власні вирші «Поеми».